# Người Aja (Nam Sudan)
Người Aja là một dân tộc ở bang Tây Bahr el Ghazal của Nam Sudan. Họ chủ yếu sống dọc theo thượng nguồn sông Sopo.